# طواف إسبانيا 2008
طواف إسبانيا 2008 هو سباق دراجات هوائية أقيم في إسبانيا، تكون السباق من 21 مرحلة وامتدّ لمسافة 3133.8 كم بسرعة 38.848 كم/س، استغرق السباق 80 ساعة 40 دقيقة 23 ثانية. فاز به ألبيرتو كونتادور وحلّ ثانيا ليفي ليفيمير بينما حصل على المركز الثالث كارلوس ساستري.

## الترتيب
| م                     | الدرّاج           | البلد            | الزمن                     |
| --------------------- | ---------------- | ---------------- | ------------------------- |
| الفائز بالترتيب العام | ألبيرتو كونتادور | إسبانيا          | 80 ساعة 40 دقيقة 23 ثانية |
| الثاني                | ليفي ليفيمير     | الولايات المتحدة |                           |
| الثالث                | كارلوس ساستري    | إسبانيا          |                           |
| الترتيب المركب        | ألبيرتو كونتادور | إسبانيا          | -                         |